# Liste deutscher Bezeichnungen australischer Orte
Die Liste deutscher Bezeichnungen australischer Orte dient der Gegenüberstellung der landessprachlichen Bezeichnung australischer Orte und geografischer Eigennamen mit der entsprechenden deutschen Bezeichnung: 
| deutsch                             | englisch                       |
| ----------------------------------- | ------------------------------ |
| Australien                          | Australia                      |
| Australische Alpen                  | Australian Alps                |
| Australisches Antarktis-Territorium | Australian Antarctic Territory |
| Bass-Straße                         | Bass Strait                    |
| Blaue Berge                         | Blue Mountains                 |
| Eyre-See                            | Lake Eyre                      |
| Große Australische Bucht            | Great Australian Bay           |
| Großes Barriere-Riff                | Great Barrier Reef             |
| Große Sandwüste                     | Great Sandy Desert             |
| Große Victoria-Wüste                | Great Victoria Desert          |
| Känguru-Insel                       | Kangaroo Island                |
| Kap-York-Halbinsel                  | Cape York Peninsula            |
| Kokosinseln                         | Cocos Islands                  |
| Korallenmeerinseln                  | Coral Sea Islands              |
| Lord-Howe-Insel                     | Lord Howe Island               |
| Macquarieinsel                      | Macquarie Island               |
| Neusüdwales                         | New South Wales                |
| Nördliches Territorium              | Northern Territory             |
| Norfolkinsel                        | Norfolk Island                 |
| Südaustralien                       | South Australia                |
| Tasmanien                           | Tasmania                       |
| Weihnachtsinsel                     | Christmas Island               |
| Westaustralien                      | Western Australia              |